# Garth Turner

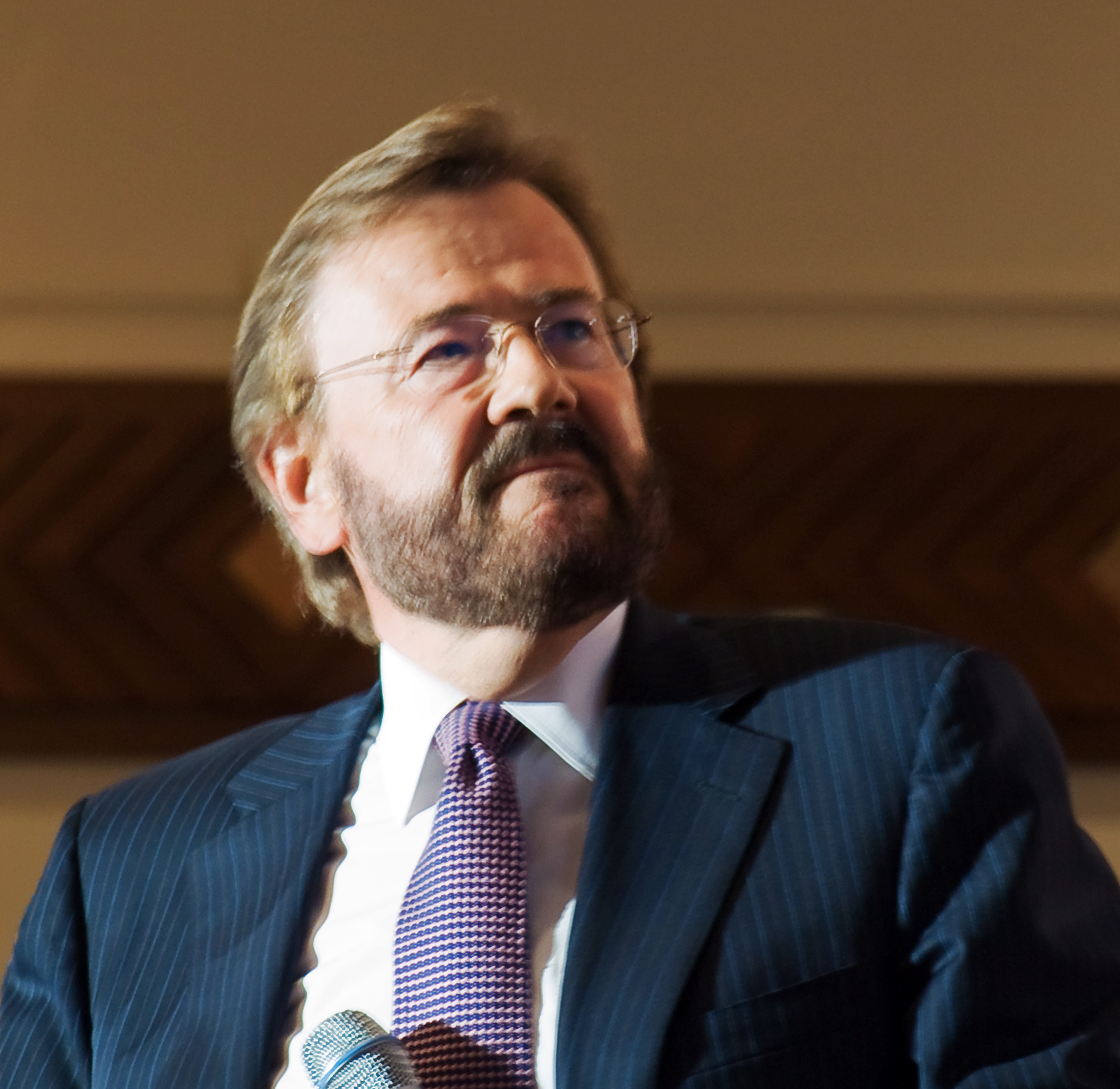
Garth Turner (2008)

The Hon. Garth Turner, PC (* 14. März 1949 in Woodstock, Ontario) ist ein kanadischer Politiker der Progressiv-konservativen Partei (PC), der Konservativen Partei und später der Liberalen Partei, der unter anderem zwischen 1988 und 1993 Mitglied des Unterhauses sowie im 25. Kanadischen Kabinett 1993 Minister für nationale Einkünfte war. Er gehörte zwischen 2006 und 2008 noch einmal dem Unterhaus als Mitglied an.

## Leben
Garth Turner war ein Urenkel von Ebenezer Vining Bodwell (1827–1889), der von 1867 bis 1874 ebenfalls Mitglied des Unterhauses war. Er war nach Studien an der University of Toronto sowie der University of Western Ontario als Autor, Journalist, Kolumnist und Lehrer tätig und wurde am 21. November 1988 für die Progressiv-konservative Partei Kanadas mit 28.521 Stimmen im neu geschaffenen Wahlkreis „Halton-Peel“ zum Mitglied des Unterhauses gewählt, verlor diesen Sitz allerdings bei der darauf folgenden Wahl am 25. Oktober 1993, als er mit 18.350 Stimmen gegen Julian Reed von der Liberalen Partei unterlag, auf den 22.278 Stimmen entfielen. Zu Beginn seiner Parlamentszugehörigkeit war er zeitweilig Vorsitzender des Ständigen Ausschusses für Amtssprachen und des Ständigen Ausschusses für Verbraucher- und Unternehmensangelegenheiten und Regierungsgeschäfte. Am 25. Juni 1993 wurde er in das 25. Kanadische Kabinett von Premierministerin Kim Campbell berufen und bekleidete in diesem bis zum 3. November 1993 das Amt als Minister für nationale Einkünfte. Während seiner Amtszeit war er zugleich Mitglied des Kabinettsausschusses für Finanzen und des Sonderausschusses des Kronrates.
Nachdem Turner aus der Progressiv-konservativen Partei ausgetreten war, wurde er 2005 Mitglied der Konservativen Partei und für diese am 23. Januar 2006 mit 30.577 Stimmen im Wahlkreis „Halton“ wieder zum Mitglied des Unterhauses gewählt und konnte sich dabei gegen den Wahlkreisinhaber Gary Carr von der Liberalen Partei durchsetzen, auf den 28.680 Stimmen fielen. Am 17. Oktober 2006 wurde er aus der Konservativen Partei ausgeschlossen und war zunächst parteiloser Abgeordneter im Unterhaus, ehe er am 6. Februar 2007 der Fraktion der Liberalen Partei beitrat. In der 39. Legislaturperiode (2006 bis 2008) war er Mitglied des Ständigen Ausschusses für Finanzen, des Ständigen Ausschusses für Regierungsgeschäfte und Haushaltsangelegenheiten sowie des Ständigen gemeinsamen Ausschusses des Parlaments für die Kontrolle von Vorschriften.
Bei der Wahl am 14. Oktober 2008 erlitt Garth Turner mit 25.136 Stimmen eine Niederlage und verlor den Wahlkreis „Halton“ an Lisa Raitt von der Konservativen Partei, auf die 32.986 Wählstimmen fielen.

## Veröffentlichungen
- Garth! just what the hell is going on in Ottawa?, Hemlock Press, Orillia 1993
- Greater fool. The troubled future of real estate, Key Porter Books, Toronto 2008
- Sheeple. Caucus confidential in Stephen Harper’s Ottawa, Key Porter Books, Toronto 2009